# Darfur
Darfur (en árabe: دار فور‎, romanizado: Dār Fūr, lit. 'Reino de los fur') es una región del Sudán occidental. Dār es una palabra árabe que significa "hogar [de]"; la región se llamó Dardaju (en árabe: دار داجو‎, romanizado: Dār Dājū) mientras estaba gobernada por el pueblo Daju, que emigró de Meroë c. 350 d. C., y pasó a llamarse Dartunjur (en árabe: دار تنجر‎, romanizado: Dār Tunjur) cuando los Tunjur gobernaban la zona. Darfur fue un sultanato independiente durante varios cientos de años hasta 1874, cuando cayó en manos del señor de la guerra sudanés Rabih az-Zubayr. La región fue posteriormente invadida e incorporada a Sudán por las Fuerzas angloegipcias en 1916. Como región administrativa, Darfur se divide en cinco estados federados: Darfur Central, Darfur Oriental, Darfur del Norte, Darfur del Sur y Darfur Occidental. Debido a la guerra en Darfur entre las fuerzas del gobierno sudanés y la población indígena, la región se encuentra en un estado de emergencia humanitaria y genocidio desde 2003. Los factores incluyen rivalidad religiosa y étnica, y la rivalidad entre agricultores y pastores.
La primera mención histórica de la palabra Fur aparece en 1664 en el relato de J. M. Vansleb, un viajero alemán, sobre una visita a Egipto (Petermann (1862-3 ). Contribuciones, Grupo de méritos II). Se afirma que, al igual que sūdān, fūr significa "negros", y fue el nombre dado por los primeros sultanes bereberes de color claro de Darfur a los habitantes originales del país. Como los Binga, Banda, etc. A medida que la apariencia física de la dinastía histórica se volvió más "africanizada" a partir de los matrimonios mixtos con esposas y concubinas negras, la apariencia de los sultanes se oscureció correspondientemente y se los conoció por el apelativo de sus súbditos, Fūr.

## Geografía
Darfur tiene una extensión de 493,180 km². Se encuentra en la meseta de Darfur. El norte es un desierto de arena, mientras que al sur se extiende la sabana. Las principales poblaciones de la región son El Fasher, Nyala y El Geneina. Tiene 3000m de altura.

## El conflicto de Darfur
Es un conflicto militar en curso en la región de Darfur, en el oeste de Sudán, principalmente entre los Yanyauid, un grupo de milicianos formados por miembros de las tribus de los Abbala (criadores de camellos de etnia árabe) y los Baggara, principalmente agricultores. El Gobierno sudanés, aunque públicamente ha negado su apoyo a los Yanyauid, les ha proporcionado armas y asistencia[cita requerida], y ha participado junto con ellos en varios ataques contra los pueblos Fur, Zaghawa y Masalit. El inicio del conflicto suele situarse en febrero de 2003.
A diferencia de lo que ocurrió en la segunda guerra civil sudanesa, no se trata de un conflicto entre musulmanes y no musulmanes. La mayoría de los habitantes de Darfur son musulmanes. 
No existe acuerdo en cuanto al número de muertes producidas por el conflicto. Generalmente se considera creíble la cifra de 400 000 víctimas dada por la organización no gubernamental Coalición para la Justicia Internacional, que ha sido también implícitamente dada por válida por la ONU. Se cree que más de dos millones de personas se han visto desplazadas de sus hogares a causa del conflicto.
El conflicto ha sido descrito como un genocidio por los medios de comunicación internacionales y por el gobierno de Estados Unidos, aunque no por la ONU.

### Orígenes del conflicto

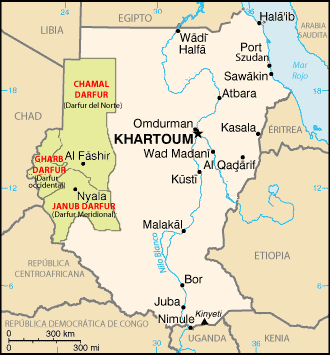
Los tres estados sudaneses que conforman la región de Darfur: Shamal Darfur (Darfur Septentrional), Gharb Darfur (Darfur Occidental) y Ŷanub Darfur (Darfur Meridional).

Aunque realmente tiene raíces bastante más antiguas, puede considerarse que el actual conflicto se inició cuando concluía la segunda guerra civil sudanesa, que enfrentó al norte musulmán del país con el sur, mayoritariamente cristiano y animista. Esta guerra agudizó las tensiones entre la población negra y la de origen árabe en Darfur, a pesar de que ambas son mayoritariamente musulmanas. 
La región de Darfur se encuentra en el oeste de Sudán, en la zona limítrofe con Libia, Chad y la República Centroafricana, e integra tres estados: Shamal Darfur, o Darfur Septentrional, Gharb Darfur, o Darfur Occidental, y Ŷanub Darfur, o Darfur Meridional. Darfur fue un sultanato independiente hasta 1916, en que se incorporó al Sudán anglo-egipcio. 
Excepto en el norte, donde predomina la población nómada de origen árabe, en la región de Darfur conviven etnias negras africanas con población de origen árabe. La etnia africana más importante son los Fur, de los que toma su nombre el territorio, pero hay varias etnias más, entre las que destacan los Zaghawa y los Masalit. Estas tribus negras se dedican principalmente a la agricultura, y comparten el territorio con varios grupos étnicos minoritarios de origen árabe, llegados a la zona posteriormente, conocidos como Baggara (literalmente, "los de las vacas") y dedicados sobre todo al pastoreo nómada. 
Los conflictos interétnicos se deben sobre todo a la competencia por los escasos recursos de la zona, en especial el agua dulce (el Darfur forma parte de la región africana llamada Sáhel que se ha visto muy afectada por la desertificación desde la segunda mitad del siglo XX), y se han agudizado en los últimos decenios debido al considerable aumento demográfico y a las condiciones climáticas adversas. Durante las décadas de 1980 y de 1990 se produjeron varios enfrentamientos entre las poblaciones negra y árabe. Especialmente cruentos fueron los producidos entre 1985 y 1988, en los que se calcula que perecieron violentamente alrededor de 5000 personas de etnia fur y unos 400 árabes, coincidiendo con la terrible sequía y consiguiente hambruna que asolaron la región. Después de 1989, la llegada al poder en Sudán de un régimen militar de signo islamista alentó las esperanzas de las tribus árabes, y durante los años 90 tuvieron lugar varias guerras de dimensiones locales. Fue durante esta época cuando se organizaron los Yanyauid, grupos árabes paramilitares, que lanzaron numerosos ataques contra las comunidades Fur y Masalit.
A comienzos del siglo XXI, coincidiendo con la segunda guerra civil sudanesa, se agudizaron aún más las tensiones interétnicas entre las poblaciones negra y árabe. Entre los primeros se extendió el sentimiento de que eran relegados por el gobierno. A comienzos de 2003, dos grupos negros rebeldes — el Movimiento Justicia e Igualdad (MJI) y el Movimiento de Liberación de Sudán (MLS) — acusaron al gobierno sudanés de oprimir a la población negra en favor de los árabes. El MLS, más amplio que el MJI, se relaciona generalmente con los Fur y los Masalit, así como con el clan Wagi de los Zaghawa, mientras que el MJI se asocia más bien al clan Kobe de los Zaghawa.

### Desarrollo del conflicto

#### Inicios
Suele afirmarse que el inicio del conflicto de Darfur tuvo lugar el 26 de febrero de 2003, cuando un grupo autodenominado Frente de Liberación de Darfur (Darfur Liberation Front, FLD) reivindicó un ataque a Golo, el principal centro en el distrito Yébel Marra. Sin embargo, el conflicto se había iniciado en Darfur antes de esa fecha, ya que los rebeldes habían atacado comisarías de policía, puestos militares fronterizos y convoyes del ejército, y el gobierno ya había iniciado un asalto masivo por tierra y aire contra la fortaleza rebelde en las Montañas de Marrah. La primera acción militar de los rebeldes fue un exitoso ataque contra la guarnición en la montaña el 25 de febrero de 2002, y el gobierno sudanés estaba en alerta desde el ataque a la estación de policía de Golo en junio de 2002. Los cronistas Julie Flint y Alex de Waal afirman que el comienzo de la rebelión debe datarse más bien el 21 de julio de 2001, cuando un grupo de Zaghawa y Fur se reunieron en Abu Gamra, y juraron por el Corán trabajar juntos para defenderse de los ataques gubernamentales a sus aldeas. Debe tenerse en cuenta que casi todos los habitantes de Darfur son musulmanes, tanto los insurgentes como los Yanyauid y los líderes gubernamentales de Jartum.
El 25 de marzo de 2003, los rebeldes conquistaron la ciudad de Tine, junto a la frontera de Chad, consiguiendo grandes cantidades de víveres y armamento. A pesar de las amenazas del presidente Omar al-Bashir de "soltar" al ejército, los militares tenían pocos recursos. El ejército se encontraba desplegado en el Sur, donde la segunda guerra civil sudanesa se encaminaba hacia su fin, y en el Este, donde rebeldes patrocinados por el gobierno eritreo amenazaban el oleoducto recientemente construido para transportar petróleo desde los campos de petróleo de Puerto Sudán. El ejército, poco entrenado en operaciones en el desierto, se vio impotente para hacer frente a la táctica rebelde de lanzar rápidos ataques utilizando vehículos Toyota Land Cruiser por toda la región. Sin embargo, el bombardeo aéreo de las posiciones rebeldes en las montañas fue devastador.
A las cinco y media de la mañana del 25 de abril de 2003, una fuerza combinada del Movimiento de Liberación de Sudán (MLS) y del Movimiento Justicia e Igualdad (MJI), formada por 33 Land Cruisers, entró en El Fasher y atacó a la guarnición mientras dormía. En las siguientes horas, cuatro bombarderos Antonov y helicópteros de combate, según fuentes gubernamentales (siete según los rebeldes) fueron destruidos en tierra. Mataron a 75 soldados, pilotos y técnicos, y capturaron a otros 32, incluyendo al comandante de la base. Los rebeldes tuvieron nueve bajas. El éxito de la incursión no tenía precedentes en Sudán: en los veinte años de guerra en el Sur, el Ejército de Liberación del Pueblo de Sudán (Sudan People's Liberation Army, SPLA) nunca había conseguido llevar a cabo una operación similar.

#### Intervención de los Yanyauid
El ataque de El Fasher marcó un importante punto de inflexión, tanto desde el punto de vista militar como psicológico. Las fuerzas armadas habían sido humilladas, y el gobierno se enfrentaba a una complicada situación estratégica. Se hizo evidente que era necesario entrenar a los soldados para esta nueva clase de guerra, y se suscitaron sospechas bien fundadas acerca de la lealtad de muchos oficiales y soldados nativos de Darfur. 
La responsabilidad de enfrentar a los rebeldes recayó sobre la Inteligencia Militar sudanesa. Sin embargo, en los meses intermedios de 2003, los rebeldes vencieron en 34 de 38 enfrentamientos. En mayo, el MLS destruyó un batallón en Kuttum, causando 500 víctimas y haciendo 300 prisioneros, y, a mediados de julio, 250 soldados murieron en un segundo ataque a Tine. El MLS comenzó a moverse hacia el este, amenazando con extender la guerra a la provincia de Kordofán.
Esto hizo que el gobierno sudanés modificase su estrategia. Dado que el ejército había sido claramente derrotado, se decidió basar el esfuerzo bélico en tres elementos: la inteligencia militar, la fuerza aérea y los Yanyauid, ganaderos Baggara armados que el gobierno había utilizado ya para reprimir el levantamiento de los Masalit en 1996-1999. Los Yanyauid se convirtieron en el centro de la nueva estrategia gubernamental de contrainsurgencia. Los recursos militares se concentraron en Darfur, y los Yanyauid fueron organizados como una fuerza paramilitar, con equipamiento de comunicaciones y algo de artillería.
Como resultado, en la primavera de 2004 varios miles de personas — la mayoría de etnias no árabes— habían sido asesinados, y cerca de un millón desplazados de sus hogares, lo que provocó una importante crisis humanitaria en la región. La crisis alcanzó una dimensión internacional cuando unos 100.000 refugiados se adentraron en el vecino Chad, perseguidos por milicianos Yanyauid, que se enfrentaron con las tropas del gobierno de Chad en la frontera. Más de 70 milicianos y 10 soldados chadianos murieron en un enfrentamiento con artillería en abril. 

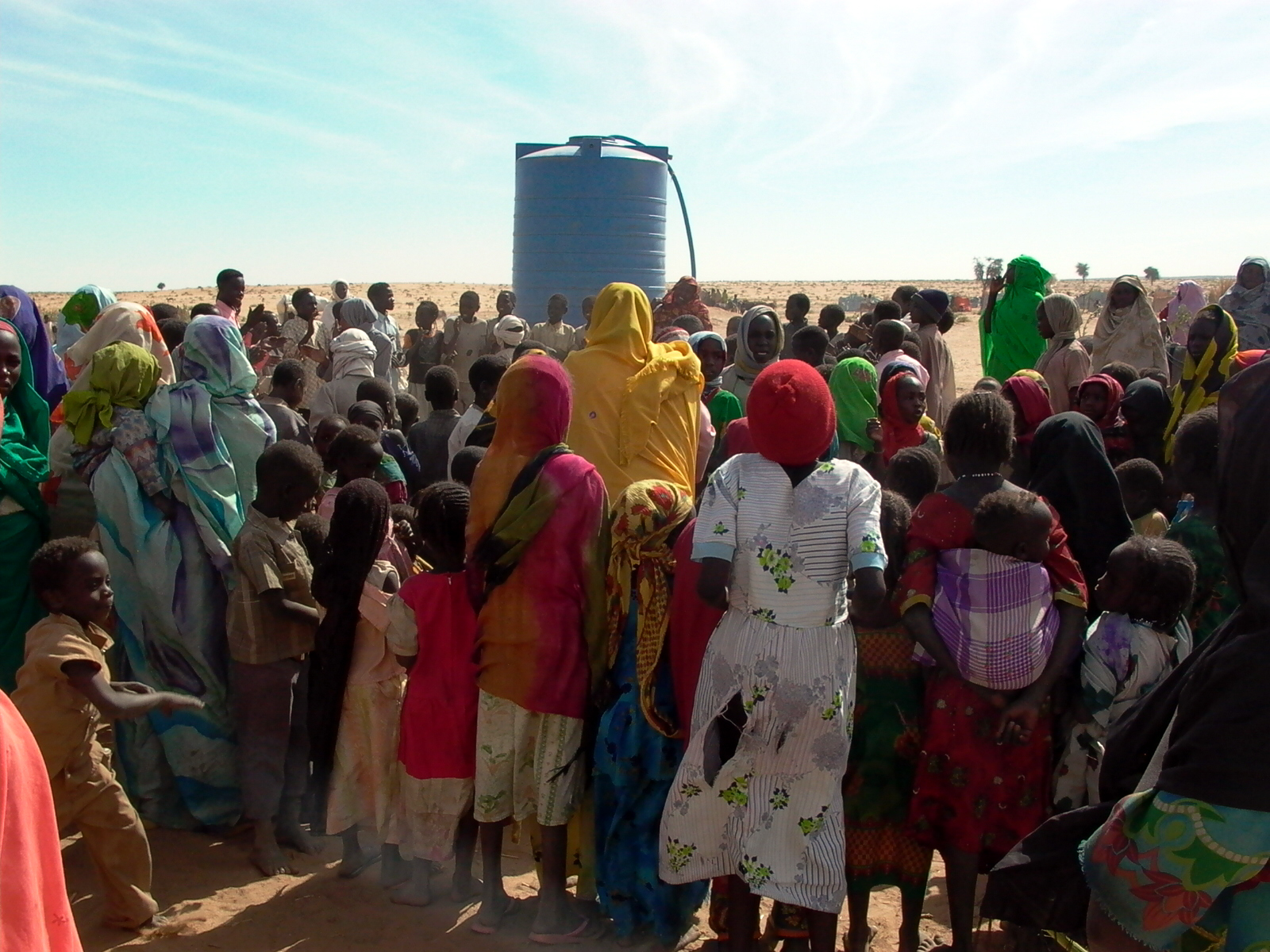
Desplazados internos en el campo de Ardamata (El Geneina, Darfur Occidental).

Un equipo de observadores internacionales de Naciones Unidas informó que las aldeas no árabes habían sido destruidas por completo, mientras que los poblados árabes permanecían intactos:
Las 23 aldeas Fur en la unidad administrativa de Shattaya han sido completamente despobladas, saqueadas y quemadas hasta los cimientos [el equipo observó varios sitios de similares características, en un recorrido por el área que duró dos días]. Sin embargo, en medio de estos lugares carbonizados se encuentran indemnes los asentamientos árabes, poblados y en funcionamiento. En algunos lugares, la distancia entre una aldea Fur destruida y un pueblo árabe es de menos de 500 metros

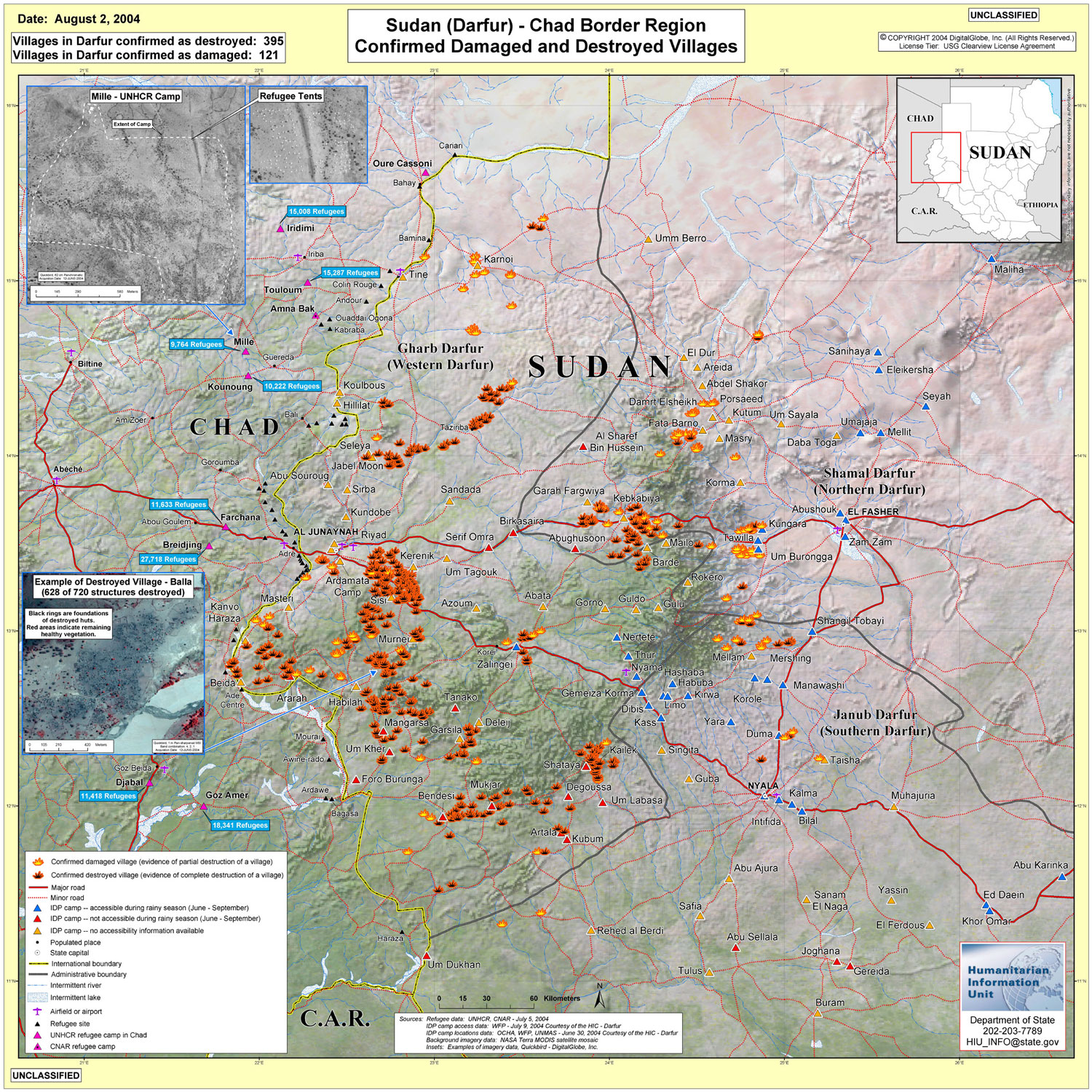
Aldeas destruidas en Darfur. La imagen refleja la situación en agosto de 2004 (Fuente: DigitalGlobe, Inc. and Department of State vía USAID).

#### Acuerdo de alto el fuego
En 2004, Chad patrocinó la negociación entre los grupos en conflicto en Yamena, lo que tuvo como consecuencia que se firmase un acuerdo de alto el fuego el 8 de abril entre el gobierno sudanés, el MJI y el MLS. Un grupo se escindió del MJI en abril (el Movimiento Nacional para la Reforma y Desarrollo) y no participó en las conversaciones ni en el acuerdo de alto el fuego. Tanto los Yanyauid como los rebeldes continuaron atacando después del acuerdo. En agosto de 2004, la Unión Africana (UA) envió tropas para supervisar el cumplimiento del alto el fuego. Esta fuerza militar, inicialmente formada por 150 soldados ruandeses, se iría incrementando hasta un total de 7.000 efectivos, desplegados en abril de 2005, que permanecen hasta el momento (enero de 2007) en Darfur. 
La escala de la crisis hizo que varias personalidades advirtieran de un desastre inminente, entre ellas el entonces secretario general de Naciones Unidas, Kofi Annan, que advirtió del riesgo de genocidio en Darfur. Las atrocidades cometidas por los Yanyauid fueron comparadas con el Genocidio de Ruanda, lo que fue ardientemente desmentido por el gobierno sudanés. Observadores independientes destacaron que las tácticas, que incluían las mutilaciones y asesinatos de no combatientes e incluso de niños, eran más afines a la limpieza étnica utilizada en las Guerras de Yugoslavia, y alertaron al mundo sobre el hecho de que cientos de miles de personas se encontraban imposibilitadas de recibir ayuda. El Grupo Internacional de Crisis, radicado en Bruselas, informó en mayo de 2004 de que más de 350.000 personas podían morir a consecuencia del hambre y las enfermedades.
El 10 de julio de 2005, John Garang, antiguo dirigente del SPLA, juró el cargo de vicepresidente de Sudán Quince días después, el 30 de julio, falleció en un accidente de helicóptero Su muerte tuvo como consecuencia que las conversaciones de paz entre los diversos grupos rebeldes de la región fuesen más lentamente.

#### Crisis con Chad
El 18 de diciembre de 2005, un grupo rebelde de Sudán, supuestamente formado por personas de etnia Zaghawa, salió de Darfur y atacó la ciudad chadiana de Adre, cerca de la frontera sudanesa. Chad culpó al gobierno sudanés del ataque, el segundo en la región en tres días. Las crecientes tensiones en la región llevaron al gobierno de Chad a declarar las hostilidades contra Sudán, y a llamar a los ciudadanos chadianos a movilizarse contra el "enemigo común". Oficialmente, ese fue el comienzo del Conflicto Chad-Sudán, que concluyó oficialmente menos de dos meses después del ataque a Adre, cuando se firmaron, el 8 de febrero de 2006, los Acuerdos de Trípoli.

#### Acuerdos de paz
El 5 de mayo de 2006, el gobierno de Sudán firmó en Abuya, Nigeria, un acuerdo con la facción del MLS liderada por Minni Minnawi, en una reunión auspiciada por el subsecretario de estado estadounidense Robert B. Zoellick, el presidente de Nigeria, el presidente de turno de la Unión Africana y varios destacados diplomáticos extranjeros. Sin embargo, el acuerdo fue rechazado tanto por el MJI como por una facción rival del mismo MLS, dirigida por Abdul Wahid Mohamed el Nur.
Los puntos principales del acuerdo, de 85 páginas, eran el desarme de las milicias Yanyawid y la incorporación de los efectivos de los grupos rebeldes negros al ejército sudanés.
A pesar del acuerdo, continuaron los combates en Darfur.

#### Resolución de Naciones Unidas
El 31 de agosto de 2006, el Consejo de Seguridad de Naciones Unidas aprobó una resolución para enviar una nueva fuerza de pacificación a la zona de 17 300 soldados, en sustitución de los efectivos de la Unión Africana. Sudán manifestó su enérgica oposición a esta resolución. El 1 de septiembre, según informaron oficiales de la UA, Sudán lanzó una gran ofensiva en Darfur y, poco después, conminó a la Unión Africana a abandonar la región. La Resolución 1706 fue inesperadamente apoyada por el presidente de Chad, Idriss Déby.
El 2 de octubre de 2006, tras al suspensión de la iniciativa de Naciones Unidas debido a la firme oposición sudanesa, la Unión Africana anunció que prolongaría su presencia en la zona hasta finales de año. Poco después, el 6 de octubre, el Consejo de Seguridad de Naciones Unidas votó la extensión del mandato de la Misión de Naciones Unidas en Sudán hasta el 30 de abril de 2007.

#### Nuevo plan para Darfur (2007)
El enviado especial de la ONU a Darfur, Jan Eliasson, viajará a la región con el objetivo de poner fin a los enfrentamientos entre los grupos rebeldes y el gobierno sudanés.
La ONU quiere reforzar el número de tropas en Darfur pero aún no se ha logrado un acuerdo con Sudán sobre el número de soldados de la ONU que se desplegarían en la región. El 1 de agosto de 2007 se llegó al acuerdo de desplegar 26.000 tropas de la ONU en la región para iniciar el proceso de pacificación de la zona.

### Número de víctimas

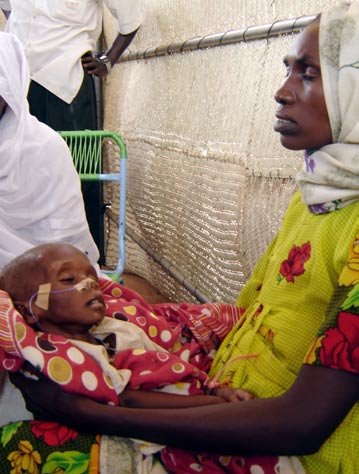
Una madre y su hijo, recién llegado al campo de refugiados de Abu Shouk en el norte de Darfur.

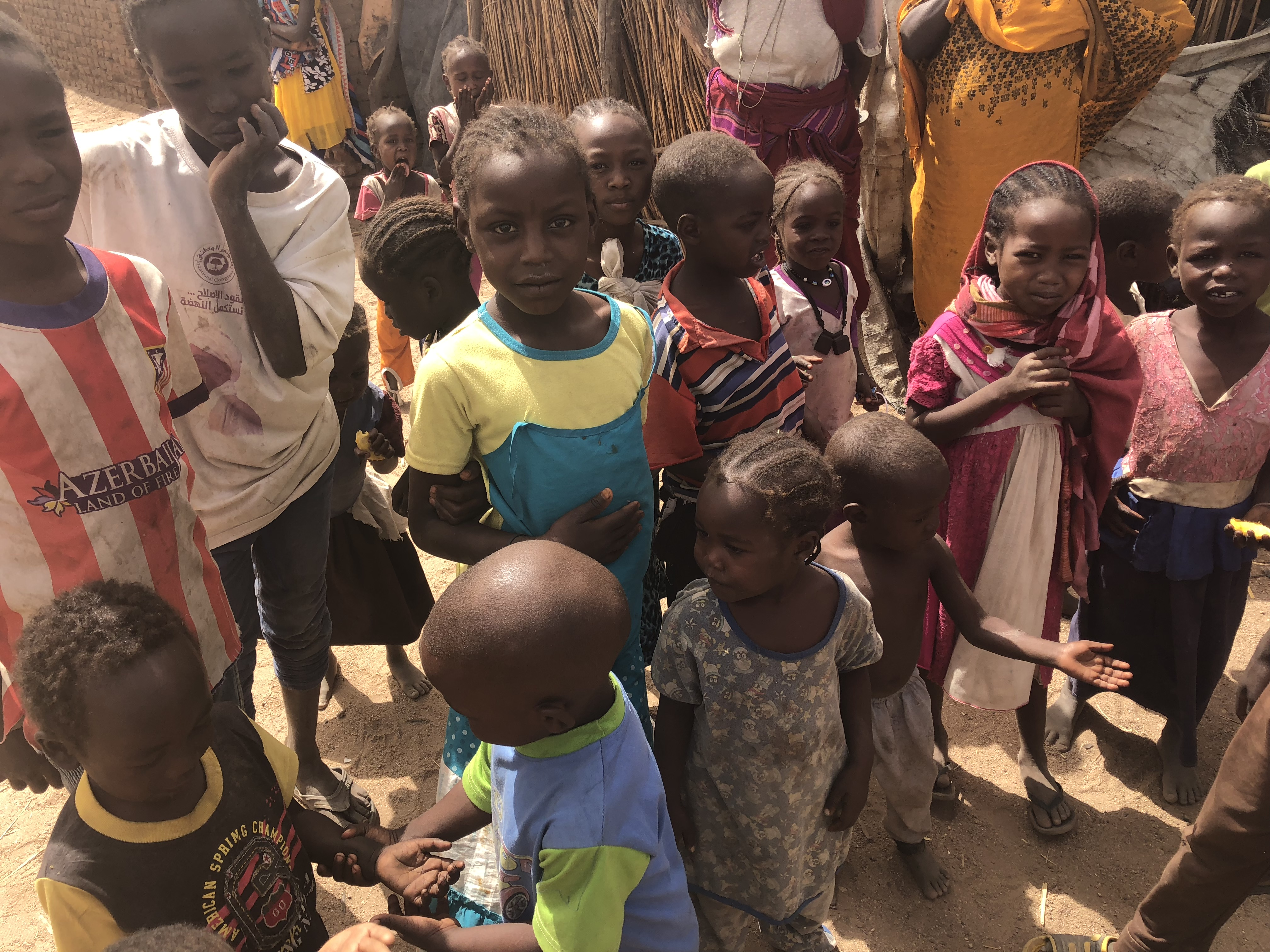
IDP Campo Darfur, Sudán

Es difícil calcular con precisión el número de bajas producidas a consecuencia del conflicto, en gran parte porque el gobierno sudanés impone serias trabas a los periodistas que intentan documentar los hechos. En septiembre de 2004, la Organización Mundial de la Salud (OMS) hizo pública la cifra de 50 000 muertes en Darfur desde el comienzo del conflicto, 18 meses atrás. La mayoría de estas víctimas habrían fallecido por inanición. Al mes siguiente, se calcularon 70 000 fallecidos por inanición y enfermedades entre marzo y octubre de 2004. Estas cifras fueron muy criticadas, ya que se referían a cortos períodos de tiempo, y no tenían en cuenta las muertes violentas. Un informe del Parlamento Británico asegura que más de 300 000 personas han fallecido, y otros consideran cifras aún más elevadas. 
En marzo de 2005, el Subsecretario General de Naciones Unidas para Asuntos Humanitarios, Jan Egeland, calculó que se estaban produciendo unas 10 000 muertes mensuales, sin contar aquellas producidas por la violencia étnica. Han sido desplazadas de sus hogares alrededor de dos millones de personas, la mayoría de los cuales han buscado refugio en campos cercanos a las principales ciudades del territorio. Unos 200 000 han huido a Chad. 
En un informe de abril de 2005 que representa el análisis estadístico más completo hasta la fecha, la Coalición para la Justicia Internacional calculó que 400 000 personas habían muerto en Darfur desde el inicio del conflicto. Esta es la cifra utilizada por la mayoría de las organizaciones humanitarias y de derechos humanos.
El 28 de abril de 2006, Eric Reeves aventuró una cifra de más de 450 000 muertos, que no ha sido verificada de forma independiente. El 21 de septiembre del mismo año, un artículo del Servicio de Noticias de Naciones Unidas aseguraba que la organización considera que unas 400 000 personas han muerto y unos 2 000 000 han debido abandonar sus hogares", lo que parece indicar que la cifra de 400.000 muertes es considerada creíble por la ONU. A pesar de las cifras oficiales, muchos medios independientes y organizaciones no gubernamentales consideran que el número de víctimas es considerablemente mayor.
En el último dato oficial generado el 1 de agosto de 2007 se considera que el número de muertes por el conflicto se aproxima a las 750 000.

## Acuífero del Darfur
En 2007 las prospecciones han sido concluyentes demostrando la existencia de un gran "lago" (un acuífero) subterráneo de 30 752 km² con agua dulce bajo el Darfur; esto trae la esperanza de una posible resolución positiva para la tragedia que ha venido padeciendo esta región, pero algunos expertos opinan que la mayor parte de ese acuífero se encuentra ya desecada quedando su principal remantente bajo las montañas (Ŷébel) de Marrah, aún si ese fuera el caso el agua dulce extraíble solucionaría en el corto plazo el conflicto por este recurso.